# Atemptats d'Alacant i Benidorm de 2003
Els atemptats d'Alacant i Benidorm van ser dues accions terroristes simultànies perpetrades pel grup armat ETA el 22 de juliol de 2003, en les quals es van detonar dues bombes a sengles hotels de les ciutats d'Alacant i Benidorm (País Valencià). Les explosions van ferir a catorze persones, dues d'elles de gravetat.
A les onze del matí, es va rebre una telefonada al diari Gara en què s'advertia de la col·locació de dos artefactes explosius als hotels Residencia Bahía d'Alacant (en l'avinguda Juan Bautista Lafora, enfront de la platja del Postiguet i al costat de la seu del Partit Popular del municipi) i Nadal de Benidorm. Les explosions van ocórrer després del desallotjament dels hotels, encara que abans de l'indicat: a les 12.05 en el d'Alacant, i a les 12.10 en el de Benidorm. La policia va calcular que cada bomba contenia més de deu quilos d'explosius.
En l'explosió d'Alacant, l'ona expansiva va afectar especialment a un edifici proper, en el qual el trencament de cristalls va produir ferides a huit persones, professors i alumnes d'una acadèmia d'idiomes per a estrangers. El ferit més greu va ser un home de 32 anys, de nacionalitat neerlandesa, que va ingressar en l'UCI per sofrir un traumatisme cranioencefàlic. L'altre ferit greu va ser un jove de 24 anys, de nacionalitat alemanya, que va sofrir ferides profundes en el cap i el coll. En l'explosió de Benidorm, van resultar ferides sis persones, cinc d'elles policies.
L'autor de l'atemptat va ser Jon Joseba Troitiño, de 23 anys, fill del terrorista Domingo Troitiño i nebot del també terrorista Antonio Troitiño, qui va reservar habitacions als dos hotels i va deixar col·locades les bombes. Al juí, celebrat al juny de 2011, va ser condemnat a 268 anys de presó per dos delictes d'estralls terroristes i catorze d'assassinat terrorista en grau de frustració.